# Helvíkovice
Helvíkovice (2. pád do Helvíkovic, 6. pád v Helvíkovicích; německy Helkowitz) jsou obec v okrese Ústí nad Orlicí.
Obec se rozkládá převážně v údolní nivě Divoké Orlice podél frekventované silnice I/11 (Hradec Králové - Žamberk - Šumperk - Ostrava).
Svou zástavbou zcela navazuje na město Žamberk a vytváří tak jeho západní předměstí (aglomerace Žamberk - Dlouhoňovice - Helvíkovice). Žije zde 532 obyvatel.
Součástí obce je i osada Houkov.

## Historie
Helvíkovice byly založeny při staré orlické cestě z Čech do Kladska asi v první polovině 14. století, kdy východně od nich vznikal sousední Žamberk a přijaly jméno od Helvíka, jenž byl roku 1534 držitelem helvíkovického dvora (tvrze), je pochován v žamberském kostele svatého Václava u oltáře sv. Františka. První písemná zmínka o obci pochází z roku 1365, kdy byla obec zmíněna v kupní smlouvě, kterou prodával Jan z Lichtenburka litické panství Jindřichovi z Lipé. Ve výčtu vsí náležejících k panství se objevuje "villa Helwicowicz", což znamená ves Helvíkova.
Roku 1371 přešlo litické zboží i s Helvíkovicemi do držení pánů z Kunštátu, kterým zůstalo až do závěru 15. století. V roce 1495 koupil panství Vilém II. z Pernštejna. Za jeho syna Jana IV. z Pernštejna se žamberským vedlo tak dobře, že požádali vrchnost, aby "k obecnímu dobrému čtyři dvory ve vsi Helkovickej, zejména Pavelků, Frušteků, Komínků a Pytlíků skoupiti mohli". Pernštejn dal svolení a tak roku 1547 se čtyři dosavadní helvíkovické usedlosti staly částí Žamberka, později zvanou Betlém.
V roce 1562 koupil Mikuláš Bubna starší litické panství od Pernštejnů, půl města Žamberka a s ní vesnice do ní patřící, včetně Helvíkovic. Rodu Bubnů patřilo žamberské panství, které vzniklo spojením panství žampašského a litického, do roku 1809 kdy jej koupili Windischgrätzové pro svého syna Verianda Windischgrätze, který po dosažení zletilosti v roce 1815 žamberské panství prodal.
Od Verianda Windischgrätze koupil John Parish panství Žamberk s hradem Litice, společně s dvaceti vesnicemi ve východních Čechách, včetně Helvíkovic.

## Pamětihodnosti
- Kaple sv. Antonína
- Lovecký zámeček

## Osobnosti
- Prokop Diviš (1698–1765) – český přírodovědec a konstruktér bleskosvodu
- Karel Chotovský (1842–1897) – děkan, spoluautor „Pamětí žamberských“, je na helvíkovském hřbitově pochován
- František Šembera (1842–1898) historik a pedagog
- Karel Tomeš (1877–1945) brněnský starosta
- Alois Krčmář (1887–1961) učitel a malíř
- Tereza Hlavsová (1986–2006) česká biatlonistka, mistryně světa juniorek
- Marcel Svoboda (2007-) -Sportovní multitalent (cyklistika, lyže, fotbal)